# Actinodura waldeni
Actinodura waldeni là một loài chim trong họ Leiothrichidae.